# Fingerprints
Fingerprints es el decimotercer álbum de estudio del músico británico Peter Frampton. El álbum es totalmente instrumental y cuenta con la colaboración de varios artistas y amigos de Frampton.
Fingerprints ganó un Premio Grammy en la categoría Mejor álbum instrumental pop.

## Lista de canciones
1. "Boot It Up" (colaboración de Courtney Pine) - 3:27
2. "Ida y Vuelta (Out and Back)" (con Stanley Sheldon) - 3:23
3. "Black Hole Sun" (colaboraciones de Matt Cameron/Mike McCready) - 5:25
4. "Float" (colaboración de Gordon Kennedy) - 4:03
5. "My Cup of Tea" (colaboración de Hank Marvin/Brian Bennett) - 4:52
6. "Shewango Way" - 3:19
7. "Blooze" (colaboración de Warren Haynes) - 5:14
8. "Cornerstones" (colaboración de Charlie Watts/Bill Wyman) - 3:13
9. "Grab a Chicken (Put It Back)" - 3:53
10. "Double Nickels" (colaboración de Paul Franklin) - 3:48
11. "Smoky" - 4:51
12. "Blowin' Smoke" (colaboraciones de Matt Cameron/Mike McCready) - 3:47
13. "Oh When..." - 1:19
14. "Souvenirs de Nos Peres (Memories of Our Fathers)" (colaboración de John Jorgenson) - 4:56